# Orblivion
Orblivion — четвёртый студийный альбом британской электронной группы The Orb, изданный 24 февраля 1997 года на лейбле Island Records. В этом альбоме группа, воссоединившаяся с Энди Хьюзом и Стивом Хиллиджем, вернулась к спайсовому звучанию, характерному для U.F.Orb (1992). Хотя альбом Orblivion был записан в мае 1996 года, он был выпущен только спустя почти год из-за желания Island Records продвигать его как продолжение альбома группы U2 Pop.
Orblivion хорошо продавался в Европе и США, достигнув девятнадцатого места в UK Albums Chart и 174 места в американском хит-параде Billboard 200, а его лид-сингл «Toxygene» стал самым чартовым синглом The Orb, достигнув четвертого места в Великобритании. Тем не менее, альбом был слабо принят британской музыкальной прессой, но, как и в случае с Orbus Terrarum, получил более высокую оценку американских критиков, а Rolling Stone назвал его «сверкающим контрастом хаоса и эйфонии».
В поддержку альбома The Orb отправились в турне Organic Tour вместе с Orbital, Meat Beat Manifesto, Underworld, Zion Train и The Chemical Brothers. The Village Voice назвал The Orb «находящимися на пути к упадку», а стресс от гастролей сильно давил на участника Алекса Патерсона, но The Orb решили не «завязывать» и продолжили гастролировать и продюсировать.

## История
Orblivion содержит множество сэмплов, в том числе «72», в котором использован клип из мюзикла «Волосы», провозглашающей «молодежь Америки на ЛСД!». Трек «S.A.L.T.» основан на сэмплах из фильма британского кинорежиссёра Майка Ли «Обнаженная», в котором звучат разглагольствования главного героя, проповедующего апокалипсис.

## Отзывы
| Оценки критиков | Оценки критиков |
| Источник        | Оценка          |
| --------------- | --------------- |
| AllMusic        | [ 9 ]           |
| Chicago Tribune | [ 10 ]          |
| DownBeat        | [ 11 ]          |
| The Guardian    | [ 12 ]          |
| Muzik           | 8/10            |
| NME             | 7/10            |
| Pitchfork       | 9.3/10          |
| Rolling Stone   | [ 5 ]           |
| Select          | 4/5             |
| Spin            | 8/10            |

Orblivion получил положительные отзывы от музыкальных критиков.
Шон Купер из AllMusic отметил, что «Orblivion поднимается из грязи первобытной эктоплазмы, чтобы совершить экскурсию по более параноидальному лицу западной культуры конца XX века. От холодной войны (альбом начинается с интонации Джозефа Маккарти, произносящего бессмертное ругательство „Are you now, or have you ever been…“) до предмиллениумных разглагольствований Дэвида Тьюлиса из искаженного, апокалиптического монолога в фильме Майка Ли „Обнаженная“».

## Список композиций
| №   | Название                                                                    | Длительность |
| --- | --------------------------------------------------------------------------- | ------------ |
| 1.  | «Delta MKII»                                                                | 7:00         |
| 2.  | «Ubiquity»                                                                  | 6:13         |
| 3.  | «Asylum»                                                                    | 5:19         |
| 4.  | «Bedouin»                                                                   | 4:31         |
| 5.  | «Molten Love»                                                               | 6:39         |
| 6.  | «Pi»                                                                        | 1:05         |
| 7.  | «S.A.L.T.»                                                                  | 7:54         |
| 8.  | «Toxygene»                                                                  | 5:19         |
| 9.  | «Log of Deadwood»                                                           | 1:13         |
| 10. | «Secrets»                                                                   | 5:32         |
| 11. | «Passing of Time»                                                           | 9:27         |
| 12. | «72» (ends at 0:06; starting at 5:06 is a hidden track which runs for 6:37) | 11:43        |

| №  | Название                                       | Длительность |
| -- | ---------------------------------------------- | ------------ |
| 1. | «Delta MK II» (Love Bites Mix)                 | 14:20        |
| 2. | «Bedouin» (The Sheik's Film Mix)               | 10:04        |
| 3. | «Log of Deadwood» (Implanting Machines Mix)    | 1:24         |
| 4. | «Secrets» (I Love a Woman in Uniform Mix)      | 8:25         |
| 5. | «Passing of Time» (Ambient Mix)                | 9:03         |
| 6. | «Molten Love» (Orbits of Venus Mix)            | 12:24        |
| 7. | «S.A.L.T.» (Snow Mix)                          | 9:19         |
| 8. | «Toxygene» (Kris Needs Up for a Fortnight Mix) | 7:14         |
| 9. | «Asylum» (Soul Catcher Mix)                    | 7:29         |